# Le Tronchet (Sarthe)
Le Tronchet è un comune francese di 140 abitanti situato nel dipartimento della Sarthe nella regione dei Paesi della Loira.

## Società

### Evoluzione demografica
Abitanti censiti